# Tsagaan-Uul
Tsagaan-Uul (mongoliska: Цагаан-Уул Сум, Цагаан-Уул, Tsagaan-Uul Sum) är ett distrikt i Mongoliet.   Det ligger i provinsen Chövsgöl, i den nordvästra delen av landet, 600 km väster om huvudstaden Ulaanbaatar.